# Agua Bella
Agua Bella é um grupo feminino de cúmbia de origem peruana formado em 1999.

## Membros atuais
- Katty Jara (Vocal)
- Angie Salcedo (Vocal)
- Olga Lastra (Dançarina)
- Kerly Masko (Dançarina)
- Sally Portocarrero (Dançarina)

### Ex-integrantes
- Alejandra Pascucci (Vocal)
- Alhely Cheng (Vocal)
- Cielo Torres (Vocal)
- Evelyn Campos (Vocal)
- Giuliana Rengifo (Vocal)
- Marina Yafac (Vocal)
- MariCarmen Marín (Vocal)
- Romy Simeón (Vocal)
- Rosa Salazar (Vocal)
- Yolanda Medina (Vocal)
- Cintya Macedo (Dançarina)
- Fiorella Alburqueque (Dançarina)
- Kelly Tito (Dançarina)
- Nancy Castelo (Dançarina)

## Discografia
- Cariño Loco (1999)
- Solo hay Una (2000)
- Salud Comadrita (2001)
- Mil Años (2001)
- Mejor que Nunca (2001)
- Solo Compárame (2002)
- Mi Orgullo puede Más (2002)
- Imparables (2003)
- El Fiestón (2003)
- Que Levante la Mano (2004)
- Decidete por Mí (2005)
- Me Quedé sin Lágrimas (2006)
- Mi Negro (2007)
- Un Amor como el Tuyo (2008)
- Cumbia para el Mundo (2009)